# Cladocolea roraimensis
Cladocolea roraimensis là một loài thực vật có hoa trong họ Loranthaceae. Loài này được (Steyerm.) Kuijt mô tả khoa học đầu tiên năm 1975.